# Scythropochroa paucitrichata
Scythropochroa paucitrichata är en tvåvingeart som beskrevs av Werner Mohrig 1996. Scythropochroa paucitrichata ingår i släktet Scythropochroa och familjen sorgmyggor. Inga underarter finns listade i Catalogue of Life.